# Karpaty

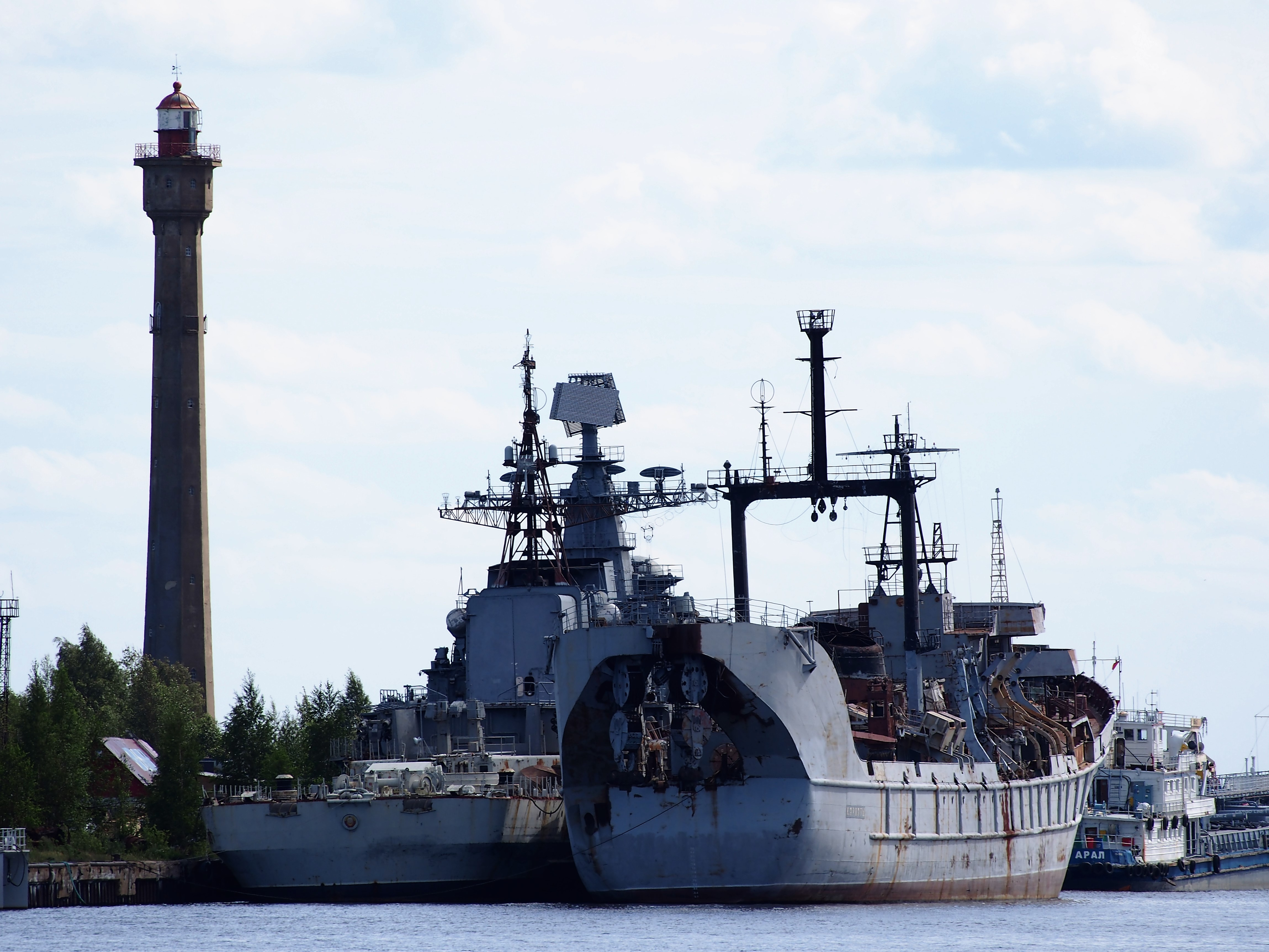
Karpaty, vue arrière

Le Karpaty est un navire de sauvetage de sous-marin, de recherche et de récupération ainsi qu'un transbordeur de submersible de la marine russe.

## Caractéristiques
Le Karpaty est un navire de sauvetage de sous-marin de 130 m, capable de soulever une masse allant jusqu'à 800 tonnes. Il peut opérer jusqu'à 300 m sous la surface.

## Historique

### Construction et mise en service
Le Karpaty est construit à Nikolaïev (aujourd'hui Mykolaïv) en 1963 et entre en service en 1967. Il prend la suite du Volkhov, navire de sauvetage, de recherche et de récupération d'épaves.

### Récupération de l'épave du S-80
Le 23 juin 1968, le navire de sauvetage de Classe Ingul Altay découvre l'épave d'un sous-marin de classe Whiskey à 70° 01′ 23″ N, 36° 35′ 22″ E, à une profondeur de 196 m[réf. nécessaire]. L'équipage inspecte l'épave avec son bathyscaphe et l'identifie comme étant le S-80.
Une commission gouvernementale étudie le rapport et ordonne à l'opération Depth de récupérer l'épave. Le navire Karpaty est affecté à l'opération et le chantier naval de Nikolaïev construit un navire spécial de sauvetage équipé pour remonter à la surface le sous-marin coulé. 
L'opération Depth est réalisée par une force opérationnelle de la flotte du Nord composée de groupes de chalutiers et d'un destroyer sous le commandement du capitaine de premier rang, S. Minchenko. Le 9 juin 1969, l'épave est soulevée du plancher océanique et transportée à Mys Teriberskiy, suspendue sous le navire Karpaty sous les élingues. Là, elle est déposée au fond du port de Zavalishine à une profondeur de 51 m le 12 juillet[réf. nécessaire].
Le 24 juillet 1969, le S-80 est remonté à la surface. En août, une commission gouvernementale commence à étudier l'épave sous la direction du vice-amiral GI Schedrin, héros de l'Union soviétique. La commission détermine non seulement les causes immédiates du naufrage du sous-marin du bateau, mais également que deux autres erreurs ont aggravé l'accident : l'équipage n'a jamais tenté de transférer la propulsion aux moteurs électriques et n'a jamais effectué de soufflage de la citerne à ballast d'urgence[pas clair][réf. nécessaire][non pertinent].

### Fin de service
Après les années 1960, les navires pouvant soulever un sous-marin deviennent obsolètes alors que la taille des sous-marins grandit. Le Karpaty est utilisé marginalement en mer Noire comme plateforme de formation de plongeurs ou pour le transport d'hélicoptères, mais est immobilisé sept ans à partir de 1990, à Kronstadt.
Il réalise des sorties périodiques en mer au cours des années 2000, essentiellement pour des missions de formation de plongeurs de combat. Il est définitivement retiré du service et désarmé en 2009, afin de le remplacer par d'autres navires de transport de submersibles plus adaptés. Il est également trop cher de simplement le moderniser. En 2017, il est démantelé.